# Comuna de Tuczno
Tuczno (polaco: Gmina Tuczno) é uma gminy (comuna) na Polónia, na voivodia de Pomerânia Ocidental e no condado de Wałecki.
De acordo com os censos de 2005, a comuna tem 5.066 habitantes, com uma densidade 20,3 hab/km².

## Área
Estende-se por uma área de 249,90 km².

## Demografia
Dados de 30 de Junho 2004:
|                      | Total   | Total | Mulheres | Mulheres | Homens  | Homens |
| -------------------- | ------- | ----- | -------- | -------- | ------- | ------ |
|                      | pessoas | %     | pessoas  | %        | pessoas | %      |
| População            | 5066    | 100   | 2561     | 50,6     | 2505    | 49,4   |
| Densidade (pop./km²) | 20,3    | 100   | 10,2     | 10,2     | 10      | 10     |

De acordo com dados de 2002, o rendimento médio per capita ascendia a 1348,33 zł.